# Tomáš Starosta
Tomáš Starosta (ur. 20 maja 1981 w Trenczynie) – słowacki hokeista, reprezentant Słowacji, dwukrotny olimpijczyk.

## Kariera
- HC Dukla Trenczyn U18 (1995–1997)
- HC Dukla Trenczyn U20 (1997–2000)
- HC Dukla Trenczyn (1999–2005)
  -  HC Dukla Senica (2000)
- Nieftiechimik Niżniekamsk (2005–2010)
- Saławat Jułajew Ufa (2010–2011)
- Jugra Chanty-Mansyjsk (2011–2014)
- Slovan Bratysława (2015–)

Wychowanek HC Dukla Trenczyn. Od czerwca 2011 roku zawodnik Jugry Chanty-Mansyjsk. Od września 2014 zawodnik Slovana Bratysława. W lipcu 2015 przedłużył kontrakt o rok.
Uczestniczył w turniejach mistrzostw świata w 2007, 2008, 2010 oraz zimowych igrzysk olimpijskich 2014, 2018.

## Sukcesy
Reprezentacyjne
- Brązowy medal mistrzostw świata juniorów do lat 18: 1999
- Srebrny medal mistrzostw świata: 2012

Klubowe
- Złoty medal mistrzostw Słowacji: 2004 z Duklą
- Srebrny medal mistrzostw Słowacji: 2001 z Duklą m
- Brązowy medal mistrzostw Słowacji: 2000, 2005 z Duklą
- Złoty medal mistrzostw Rosji: 2011 z Saławatem
- Puchar Gagarina: 2011 z Saławatem